# Râul Maine
Maine este un râu în partea de centru a Franței. Este un afluent al fluviului Loara. Este format prin confluența râurilor Sarthe și Mayenne. Are o lungime de doar 12 km, un debit între 132 m³/s. Se varsă în Loara la sud-vest de Angers, lângă localitatea Bouchemaine, Maine-et-Loire.